# 후지쓰군

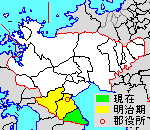
후지쓰 군의 위치

후지쓰군(일본어: 藤津郡, ふじつぐん)은 일본 사가현에 있는 군이다.
인구 7,330명, 면적 74.3km², 인구밀도 98.7명/km².(2025년 5월 1일, 추계인구)
이하 1정으로 구성된다.
- 다라정(太良町)

## 역사
- 1889년 4월 1일 - 정촌제 시행과 함께 후지쓰 군에 14개의 촌이 성립하였다.(14촌)
- 1912년 12월 1일(1정 13촌)
  - 미나미카시마 촌이 정으로 승격·개칭해 가시마 정이 되었다.
  - 기타카시마 촌이 가시마 촌으로 개칭하였다.
- 1918년 8월 3일 - 하치혼기 촌이 정으로 승격·개칭해 하마 정이 되었다.(2정 12촌)
- 1918년 10월 5일 - 시오타 촌이 정으로 승격해 시오타 정이 되었다.(3정 11촌)
- 1929년 4월 22일 - 니시우레시노 촌이 정으로 승격·개칭해 우레시노 정이 되었다.(4정 10촌)
- 1933년 4월 1일 - 우레시노 정·히가시우레시노 촌이 합병해 우레시노 정이 성립하였다.(4정 9촌)
- 1953년 4월 1일 - 다라 촌이 정으로 승격해 다라 정이 성립하였다.(5정 8촌)
- 1954년 4월 1일 - 가시마 정·하마 정·가시마 촌·후루에다 촌·노고미 촌이 합병해 가시마시가 성립, 군에서 이탈하였다.(3정 5촌)
- 1955년 2월 11일 - 다라 정·오우라 촌이 합병해 다라 정이 성립하였다.(3정 4촌)
- 1955년 3월 1일 - 나나우라 촌이 다라 정과 가시마 시에 분할 편입되었다.(3정 3촌)
- 1955년 4월 1일 - 우레시노 정·요시다 촌이 합병해 우레시노 정이 성립하였다.(3정 2촌)
- 1956년 9월 1일 - 시오타 정·고초다 촌·구마 촌이 합병해 시오타 정이 성립하였다.(3정)
- 1963년 4월 1일 - 시오타 정의 일부가 우레시노 정에 편입되었다.
- 2006년 1월 1일 - 시오타 정·우레시노 정이 합병해 우레시노시가 성립, 군에서 이탈하였다.(1정)